# Upphärads kyrka
Upphärads kyrka är en kyrkobyggnad i samhället Upphärad i den södra delen av Trollhättans kommun. Den tillhör Rommele församling i Skara stift. 

## Kyrkobyggnaden
Salkyrkan, som uppfördes på en ny plats 1724, hade då en typisk plan med långhus och tresidigt avslutat kor. Västtornet med två klockor tillkom först 1928 och var ritat av Axel Forssén i traditionell stil. Interiören är präglad av barock. 
Utanför kyrkan står klockstapeln från 1770 som fortfarande är bevarad.

## Dekorationsmålningar
Det tunnvälvda trätaket bemålades 1745 Ditlof Ross. I valvet är motivet Treenigheten och Yttersta domen med helvetet avbildat längst i väster. Längs sidorna finns sex kartuscher med bilder från Jesu lidandes historia och korsfästelsen. Ross har även målat läktarbröstningens apostlabilder.

## Inventarier
Kyrkans inventarier restaurerades 1954.
- En senmedeltida träskulptur som föreställer Maria med barnet.
- Altaruppsatsen har en altartavla uppdelad i tre fält och predikstolen bilder av evangelisterna och Frälsaren. Båda är snidade 1724-1725 av Johan Mentz Scheffer.
- Dopfunten är av trä och tillverkades 1728.
- En mässhake från 1792.
- Klockorna är gjutna 1636 respektive 1928.

### Orglar
- En första orgel lär ha satts upp 1842.
- År 1889 tillkom en orgel byggd av Salomon Molander. Dess fasad, troligen ritad av Fredrik Ekholm, är bevarad.
- Ett nytt pneumatiskt orgelverk byggdes 1949 av Anders Magnusson. Det har 23 stämmor fördelade på två manualer och pedal och innehåller pipmaterial från 1800-talet.[1]

## Bilder

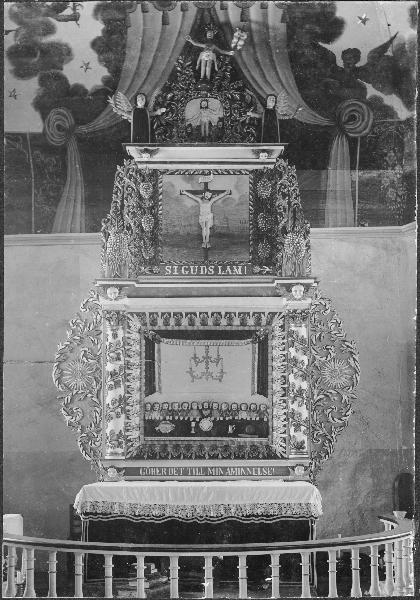
Altaruppsatsen.
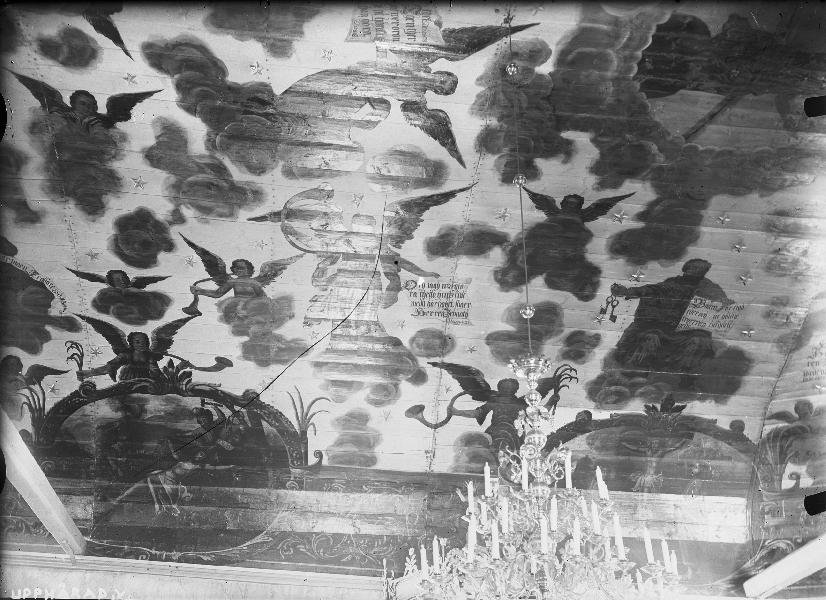
Del av takmålningen.
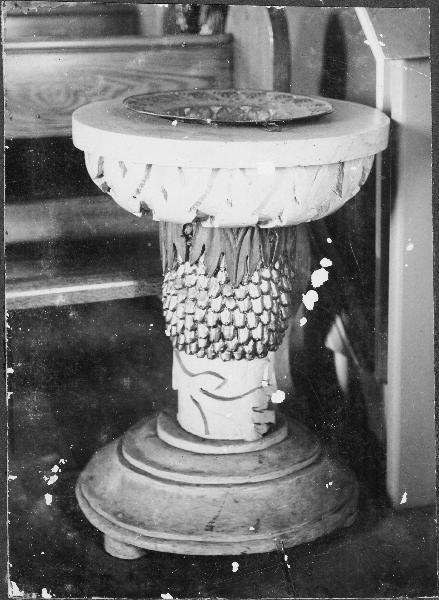
Dopfunten.
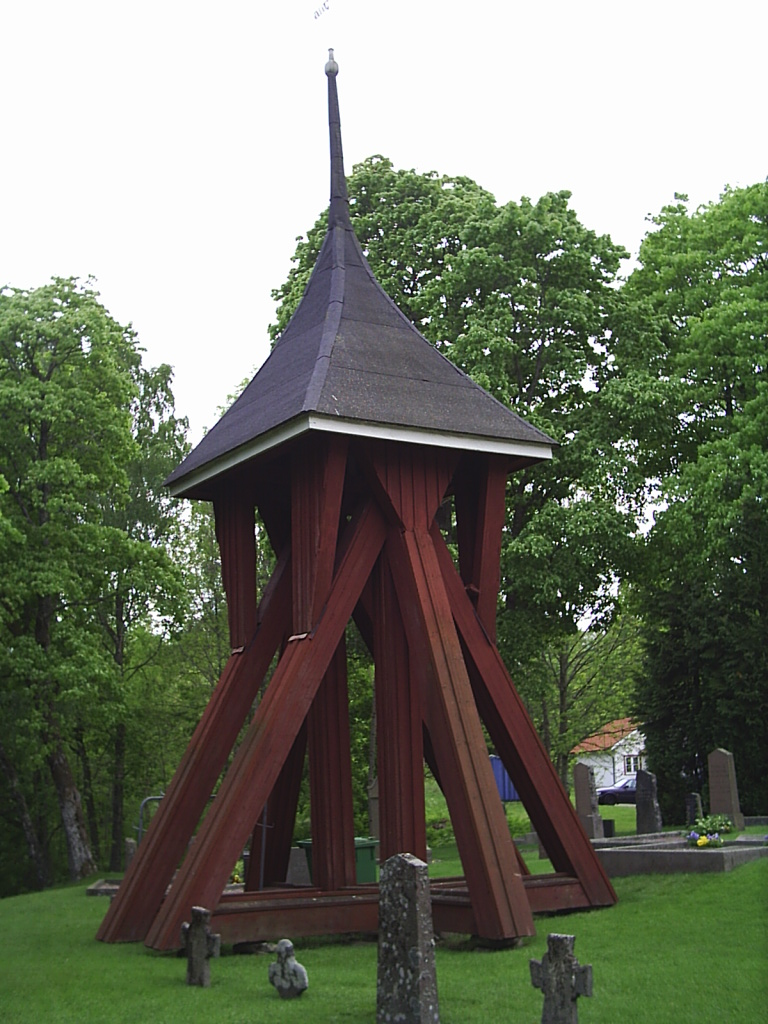
Klockstapeln.